# Böhm Károly (orvos)
Böhm Károly (Buda, 1778 körül – 1844) orvos, egyetemi tanár.

## Élete
Középiskoláit Kalocsán és Pécsett, az orvosi tudományokat 1799–1803-ig a pesti egyetemen végezte, hol 1804. április 24. orvostudorrá avattatott; 1805-ben a pesti papnevelő intézet orvosa, 1817. február 4. az egyetem rendes tanára lett és az állami orvostant adta elő.
Beköszöntő beszédét, melyet magyarul mondott, a Tudományos Gyűjteményben (1833) adta ki.